# Horní Počernice
Horní Počernice (tyska: Ober Počernitz) är sedan 1974 en stadsdel i Tjeckiens huvudstad Prag. Sedan 1974 tillhör den stadsdistriktet (městský obvod) Prag 9 och sedan 1990 utgör den en stadsdelskommun (městská část) som sedan 2002 heter Prag 20 (Praha 20). Horní Počernice ligger 286 meter över havet och antalet invånare är 14 296.